# Tony Van Parys
Tony Van Parys (ur. 21 czerwca 1951 w Gandawie) – belgijski i flamandzki polityk, prawnik oraz samorządowiec, parlamentarzysta, w latach 1998–1999 minister sprawiedliwości.

## Życiorys
Ukończył studia z zakresu prawa i kryminologii na Uniwersytecie w Gandawie, podjął następnie praktykę w zawodzie adwokata. W latach 1982–1992 pełnił funkcję sekretarza generalnego federacji związkowej FVIB, zrzeszającej przedstawicieli wolnych zawodów. Następnie do 1998 był prezesem tej organizacji.
Zaangażował się w działalność polityczną w ramach Chrześcijańskiej Partii Ludowej (przekształconej później w partię Chrześcijańscy Demokraci i Flamandowie). W latach 1983–2012 zasiadał w radzie miejskiej swojej rodzinnej miejscowości. Od 1985 do 1995 wchodził w skład Rady Flamandzkiej.
W latach 1985–1998 i 1999–2007 sprawował mandat posła do federalnej Izby Reprezentantów. Pomiędzy tymi okresami zajmował stanowisko ministra sprawiedliwości w rządzie, którym kierował Jean-Luc Dehaene. Od 2007 do 2010 był członkiem Senatu. W 2012 z ramienia wyższej izby parlamentu powołany w skład Najwyższej Rady Wymiaru Sprawiedliwości.
Komandor Orderu Leopolda (2010).